# Генк
Генк (хол. Genk) је општина у Белгији у региону Фландрија у покрајини Лимбург. Према процени из 2007. у општини је живело 64.095 становника.

## Становништво
Према процени, у општини је 1. јануара 2015. живело 65.463 становника.
| 1984. | 2000. | 2010. | 2015. |
| ----- | ----- | ----- | ----- |
| 61532 | 62842 | 64757 | 65463 |

## Партнерски градови
- Троисдорф
- Франсистаун
- Ћешин
- Испарта